# Ekelsjögölen
Ekelsjögölen är en sjö i Nässjö kommun i Småland och ingår i Lagans huvudavrinningsområde. Sjön är 6,5 meter djup, har en yta på 0,0367 kvadratkilometer och är belägen 346 meter över havet.

## Delavrinningsområde
Ekelsjögölen ingår i det delavrinningsområde (637861-142378) som SMHI kallar för Ovan 638107-142461. Avrinningsområdets medelhöjd är 351 meter över havet och ytan är 5,75 kvadratkilometer. Det finns inga delavrinningsområden uppströms utan avrinningsområdet är högsta punkten. Skålån (Storån) som avvattnar avrinningsområdet har biflödesordning 2, vilket innebär att vattnet flödar genom totalt 2 vattendrag innan det når havet efter 257 kilometer. Delavrinningsområdet består mestadels av skog (52 procent) och sankmarker (29 procent). Avrinningsområdet har 0,18 kvadratkilometer vattenytor vilket ger det en sjöprocent på 3,1 procent.